# 미나미아시가라시
미나미아시가라시(일본어: 南足柄市)는 일본 가나가와현 서부에 있는 시이다. 가나가와현에서 가장 인구가 적은 시이다.

## 지리
하코네 산계의 가이린산 북동쪽에 있고, 사카와강의 지류인 가리강을 중심으로 시가지가 있다. 북부에는 단자와 산지가 솟아 있고 사가미만이 있는 남쪽에서 온난한 해풍이 불어오기 때문에 연중 온난한 지역이다.
물의 수질을 입증받아 일본 국토교통성이 제정한 '물의 고장 100선'에 선정되어 후지필름이나 아사히 맥주 등 대기업의 사업소, 공장 등이 입지하고 있다.

## 역사
- 1889년 4월 1일 - 아시가라카미군 미나미아시가라촌, 후쿠자와촌, 오카모토촌, 기타아시가라촌이 성립하였다.
- 1925년 10월 15일 - 다이유잔 철도(현 이즈하코네 철도 다이유잔선)가 개통하였다.
- 1940년 4월 1일 - 미나미아시가라촌이 정으로 승격하였다.
- 1955년 4월 1일 - 미나미아시가라정과 후쿠자와촌, 오카모토촌, 기타아시가라촌의 일부가 합병하여 새로운 미나미아시가라정이 설립되었다.
- 1972년 4월 1일 - 미나미아시가라정이 시로 승격하여 미나미아시가라시가 되었다.

## 교통

### 철도
- 이즈하코네 철도 다이유잔선

## 인구
| 연도 | 인구   | ±%     |
| ---- | ------ | ------ |
| 1950 | 17,581 | —      |
| 1960 | 19,663 | +11.8% |
| 1970 | 30,327 | +54.2% |
| 1980 | 39,919 | +31.6% |
| 1990 | 42,600 | +6.7%  |
| 2000 | 44,156 | +3.7%  |
| 2010 | 44,020 | −0.3%  |
| 2020 | 40,841 | −7.2%  |